# 石咀子水库
石咀子水库是中国内蒙古自治区呼和浩特市和林格尔县境内的一座水库，位于宝贝河上，建于1959年。水库正常库容为200万立方米，集雨面积为357平方千米，海拔为1127.74米。